# Igreja de Santa Cristina de Valle-di-Campoloro
Igreja de Santa Cristina de Valle-di-Campoloro é uma igreja em Valle-di-Campoloro, Haute-Córsega, Córsega, localizada ao nordeste de Cervione. O edifício foi classificado como Monumento Histórico em 1840.